# Captain Marvel (film)
Captain Marvel je americký akční film z roku 2019 režisérské dvojice Anny Bodenové a Ryana Flecka, natočený na motivy komiksů z vydavatelství Marvel Comics o superhrdince Captain Marvel. V titulní roli se představila Brie Larsonová, v dalších rolích se objevili Samuel L. Jackson, Ben Mendelsohn, Djimon Hounsou, Lee Pace, Lashana Lynchová, Gemma Chanová, Algenis Perez Soto, Rune Temte, Mckenna Graceová, Clark Gregg a Jude Law. Jedná se o dvacátý první snímek filmové série Marvel Cinematic Universe.
Do amerických kin byl film uveden 8. března 2019.

## Děj

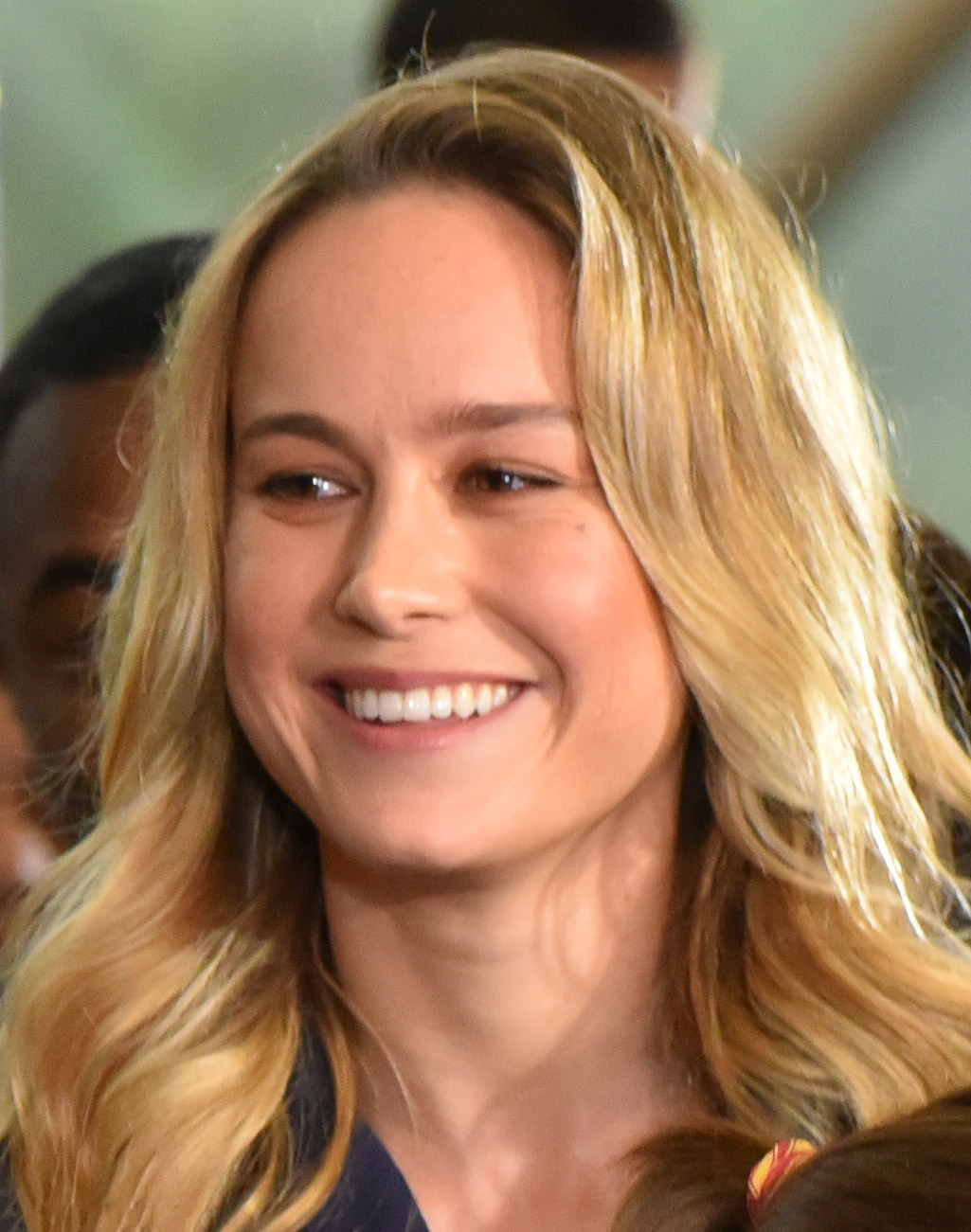
Představitelka Captain Marvel, Brie Larson

V roce 1995, na hlavní planetě Impéria Kree jménem Hala, je členka Hvězdných sil Versová sužována nočními můrami ohledně neznámé postarší ženy. Yon-Rogg, její mentor a velitel, jí učí ovládat její schopnosti, zatímco Nejvyšší inteligence, pokročilá umělá inteligence a vládce národa Kree, ji vyzývá ke kontrole svých emocí.
Během mise cílené na záchranu špióna Kree infiltrovaného mezi skupinou Skrullů, mimozemských měňavců, s nimiž jsou Kree ve válce, se průběh celé akce zvrtne a Versová je zajmuta Skrullým velitelem Talosem. Zatímco loď měňavců míří k Zemi, Skrullové prohledávají Versové paměť a ztracené vzpomínky. Versová nicméně uprchne, způsobí výbuch lodě a v přistávacím člunu se zřítí do Los Angeles, kde se jí úspěšně podaří zkontaktovat Yon-Rogga. Její přítomnost však přiláká S.H.I.E.L.D., konkrétně pak agenty Nicka Furyho a Phila Coulsona, jejichž vyšetřování je však přerušeno útokem jednoho z přeživších Skrullů. Versová se vrhne za Skrullem a po honičce a boji ve vlaku nalezne krystal s jejími extrahovanými vzpomínkami - bohužel však poškozený -, zatímco Fury zastřelí Skrulla vydávajícího se za Phila Coulsona. Talos, změněný v Kellera - ředitele S.H.I.E.L.D.u -, nařídí Furymu, aby pracoval sám v podezření dalších měňavců poté, co ohlásí opětovné nalezení Versové.
Fury se spojí s Versovou a dochází k závěru, že mimozemšťanka je původem ze Země. S použitím přístupových pravomocí S.H.I.E.L.D.u odvede Fury Versovou do letecké základny Pegasus dle jejích úlomkovitých vzpomínek. Zde zjistí, že Versová bývala pilotkou leteckých sil, údajně mrtvá od roku 1989, kdy se zřítila s experimentálním letounem zkonstruovaným doktorkou Wendy Lawsonovou, kterou z fotografií rozpozná coby onu postarší ženu z nočních můr. Vzápětí se je pokusí oba zajmout S.H.I.E.L.D. pod vedením Talose, stále změněného v Kellera, ale dvojice uprche v menším nákladním letounu společně i s kocourem Lawsonové jménem Goose. Odletí do Louisiany, aby se zde setkali s pilotkou Mariou Rambeau, poslední osobou, která viděla Versovou a Lawsonovou živé.
Talos přijde domů k Rambeau zrovna ve chvíli, kdy Versová odhalí své pravé jméno, a sice Carol Danversová. Dále je odhaleno, že Skrullové jsou ve skutečnosti uprchlíci hledající nový domov, pravidelně decimováni dobyvačným národem Kree, a Lawsonová byla odpadlíkem Kree, vlastním jménem Mar-Vell, ve snaze jim pomoci. Talos přehraje černou skřínku z letounu Lawsonové, pomáhajíc Danversové oživit její vzpomínky a vzpomenout si na den nehody: Experimentální letoun s Lawsonovou a Danversovou na palubě byl na orbitě Země sestřelen technologicky vyspělou lodí, což vedlo k pádu. Obě pilotky však pád přežili a Lawsonová se na poslední chvíli pokusila zničit experimentální energetické jádro letounu, avšak byla zastřelena Yon-Roggem. Místo ní proto jádro zničila Danversová a její tělo absorbovalo energii z následného výbuchu. Danversová utrpěla těžkou amnézii, zatímco Yon-Rogg ji vzal s sebou na Halu a vycvičil ji coby Kree. Talos po pádu letounu odvedl pozemskou skupinu Skrullů do skryté lodě-laboratoře na orbitu Země, kde se měňavci skryli a hlídali Tesseract - zdroj energie experimentálního jádra. Přesně sem se všichni vydávají a opravdu se setkávají se skrytými Skrully, ale vzápětí jsou přepadeni Yon-Roggem a dalšími členy Hvězdných sil.
Danversová je dálkově předvedena před Nejvyšší inteligenci. Během jejich konverzace si Danversová naplno uvědomí její lidský původ, což probudí nevídanou sílu v jejím nitru, pocházející právě z výbuchu experimentálního jádra. Vyjme si Kreeanský implantát, který doposud kontroloval její ohromné schopnosti, a stává se tak mocnější než kdy dřív. Propukne rvačka, v níž Danversová díky své moci vyhrává, zatímco Fury získá zpět Tesseract a kocour Goose, o němž vyjde najevo, že se jedná o Flerkena, mimozemského tvora s chapadly a miniaturní dimenzí v žaludku, pozře Tesseract a škrábne Furyho do levého oka... Následně všichni přistanou na Zemi, avšak Danversová zůstává v kosmu s nově nabytou schopností letu a čelí nově příchozí Kreeanské flotile Ronana Žalobce. Zde ničí balistické střely vypálené Ronanovou flotilou a chystá se na Ronanovy lodě, avšak flotila se včas transportuje pryč. Obzvláště Ronan pak jeví zájem o schopnosti Danversové. Carol následně velmi jednoduše poráží Yon-Rogga a donutí jej k ústupu na Halu s varovným vzkazem pro Nejvyšší inteligenci.
Danversová opouští Zemi ve snaze pomoci Skrullům najít nový domov, co možná nejdál od Impéria Kree, ale ještě před tím dává Furymu vylepšený pager pro stav nejvyšší nouze. Následně Fury coby důsledek těchto událostí zakládá iniciativu zaměřenou na takové, jako je právě Danversová. Díky fotografii Danversové z doby, kdy bývala pilotkou, si všímá nápisu na jejím stíhacím letounu. Iniciativu se proto rozhodne pojmenovat „Avengers“.

### Potitulkové scény
V první potitulkové scéně sledujeme současnost, konkrétně starý pager, který aktivoval Fury v důsledku dezintegrace poloviny všeho živého ve vesmíru. Tento pager je kontrolován Stevem Rogersem, Natašou Romanovovou, Brucem Bannerem a Jamesem Rhodesem. Vzápětí pager přestane vysílat, což v Avengerech probudí znepokojení. V dalším momentu stojí Danversová hned za nimi a ptá se, co je s Furym... V druhé potitulkové scéně, odehrávající se opět roku 1995, Goose vyzvrací Tesseract na Furyho stůl.

## Obsazení
- Brie Larson jako Captain Marvel / Carol Danversová
- Samuel L. Jackson jako Nick Fury
- Ben Mendelsohn jako Talos
- Clark Gregg jako Phil Coulson
- Djimon Hounsou jako Korath
- Lee Pace jako Ronan
- Lashana Lynch jako Marie Rembauová
- Annette Benning jako Mar-Vell/Wendy Lawsonová
- Gemma Chanová jako Minn-Erva
- Jude Law jako Yon-Rogg

V dalších rolích se objevili také Stan Lee v cameu, stejně jako v potitulkové scéně Chris Evans jako Captain America, Scarlet Johansson jako Black Widow, Don Cheadle jako James Rhodes a Mark Ruffalo jako Hulk.